# Anonidium usambarense
Anonidium usambarense är en kirimojaväxtart som beskrevs av Robert Elias Fries. Anonidium usambarense ingår i släktet Anonidium och familjen kirimojaväxter. IUCN kategoriserar arten globalt som otillräckligt studerad. Inga underarter finns listade i Catalogue of Life.